# Audru Ring
Audru Ring (inne nazwy: EST-Ring, Pärnu Ring, Sauga Ring) – tor wyścigowy w Parnawie w Estonii. Jest to jedyny stały tor wyścigowy w Estonii.

## Historia
Pierwsze zawody w tym miejscu odbyły się w 1930 roku. Oryginalny układ, Sauga Kolmnurk (Sauga Triangle), to 6,1 km długości toru z wykorzystaniem trzech dróg publicznych: Nurme tee, Sulu-Papsaare tee i Haapsalu maantee. Wyścigi na Kolmnurk przestały się odbywać w 60. XX wieku.
Nowy tor został zaprojektowany przez Enn Teppand i został zbudowany w latach 1989–1990. 3,668 km długości tor zawiera jeden z zakrętów z Kolmnurk, a także dwa inne (zmienione), prosta na Nurme tee i Haapsalu maantee. Był też nowy odcinek składający się z dróg publicznych.
W 1990 roku powstała nowa prosta i szykana. 350 m prostej na tee Nurme to wszystko, co pozostało z pierwotnego toru z lat 30.
W 2000 roku, rozpoczęto odbudowę toru, a rok później otwarto go, jest przeznaczony z ograniczeniem do zużycia na drogach publicznych. 2,173 km toru wykorzystuje punkty dodane.
Istnieją plany modernizacji i rozbudowy toru. Nowy 3,200 km tor będzie według standardów Fédération Internationale de l’Automobile klasy 3 i FIM klasy B.